# Isla de San Miguel (Filipinas)
Isla de San Miguel es el nombre una isla del país asiático de las Filipinas, que se encuentra situada en el extremo occidental de la franja de islas en el Golfo de Lagonoy, y que administrativamente hace parte de la provincia de Albay. Es parte además de la ciudad de Tabaco y de una reserva marina.
La isla contiene cinco barangays: Angas, Hacienda, Rawis, Sagurong y Visita. Las principales actividades económicas son la agricultura, la pesca, la cesta y el tejido de esteras, y la ganadería.
Las otras islas en esta franja son la isla de Cagraray, la isla de Batán y la isla de Rapu-Rapu.